# Zona d'ocupació soviètica

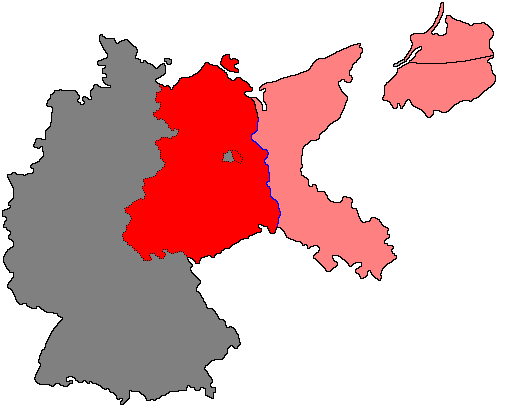
Les parts d'Alemanya sota control soviètic: El color vermell indica la zona d'ocupació soviètica. El rosa indica l'àrea a l'est de la línia Oder-Neisse que la Unió Soviètica s'annexà per a si mateix i el govern satèl·lit polonès i els alemanys ètnics expulsats d'aquesta àrea.

La zona d'ocupació soviètica (alemany: Sowjetische Besatzungszone (SBZ) o Ostzone, rus: Советская оккупационная зона Германии, Sovetskaya okkupatsionnaya zona Germanii, "zona d'ocupació soviètica d'Alemanya") fou la zona del centre d'Alemanya ocupada per la Unió Soviètica a partir de 1945, al final de la Segona Guerra Mundial. El 7 d'octubre de 1949, la República Democràtica Alemanya, que fou habitualment coneguda com a Alemanya Oriental, es va establir a la zona d'ocupació soviètica.
L'SBZ va ser una de les quatre zones d'ocupació aliada a Alemanya creades en acabar-se la Segona Guerra Mundial. D'acord amb el que s'estableix en la Conferència de Potsdam, a l'Administració militar soviètica a Alemanya (sigles en alemany: SMAD) se li va assignar la responsabilitat de la (actual) part oriental d'Alemanya. L'SMAD va permetre el desenvolupament de quatre partits polítics, malgrat que estaven obligats a treballar tots junts en una aliança coneguda com el «Bloc Democràtic» (més endavant el Front Nacional). L'abril de 1946, el Partit Socialdemòcrata d'Alemanya (SPD) i el Partit Comunista d'Alemanya (KPD) es van fusionar per formar el Partit Socialista Unificat d'Alemanya (que més tard es va convertir en el partit en el govern de República Democràtica Alemanya).
Ióssif Stalin volia portar tota Alemanya sota la influència soviètica, però quan Occident es va resistir a aquesta idea, va tractar de crear una Alemanya unida que seria no alineats (la "Nota de Stalin"). L'SMAD va crear deu "camps especials" per a la detenció d'alemanys, fent ús d'alguns antics camps de concentració nazis.
El 1945, la zona d'ocupació soviètica consistia principalment en la part central del Prússia. Després que Prússia va ser dissolta per les forces aliades el 1947, l'àrea va ser dividida entre els estats alemanys (Länder) Brandenburg, Mecklemburg-Pomerània Occidental, Saxònia, Saxònia-Anhalt i Turíngia. El 7 d'octubre de 1949, la zona soviètica es va convertir en la República Democràtica Alemanya, coneguda habitualment en català i en altres idiomes com a Alemanya Oriental. El 1952, els Länder es van dissoldre i es van reconvertir en 14 districtes (Bezirke), més el districte de Berlín Est.
"Zona soviètica" i derivats (o també, "l'anomenada RDA") es va mantenir com a noms oficials i comuns de l'Alemanya de l'Est a l'Alemanya Occidental, que es va negar a reconèixer l'existència d'un estat a l'est d'Alemanya.